# 艾克斯昂伊萨尔
艾克斯昂伊萨尔（法語：Aix-en-Issart）是法国北部-加来海峡大区加来海峡省的一个市镇，属于蒙特勒伊区康帕涅莱塞斯丹县。该市镇2009年时的人口为263人。

## 人口
艾克斯昂伊萨尔人口变化图示
| 数据来源：INSEE |